# Salon du livre et de la presse jeunesse
Pour les articles homonymes, voir Salon du livre.
Le Salon du livre et de la presse jeunesse en Seine-Saint-Denis à Montreuil en Seine-Saint-Denis est un événement annuel se tenant à la fin du mois de novembre, organisé par le Centre de promotion du livre de Jeunesse-Seine-Saint-Denis, une association loi de 1901, financée par le conseil départemental de la Seine-Saint-Denis et présidée par Émile Bravo.
Il est organisé pour la première fois en 1984.
Ce salon fait partie de la Fédération des Salons et Fêtes du livre de jeunesse, créée en 2000 pour fédérer les différents événements autour du livre de jeunesse en France.

## Histoire

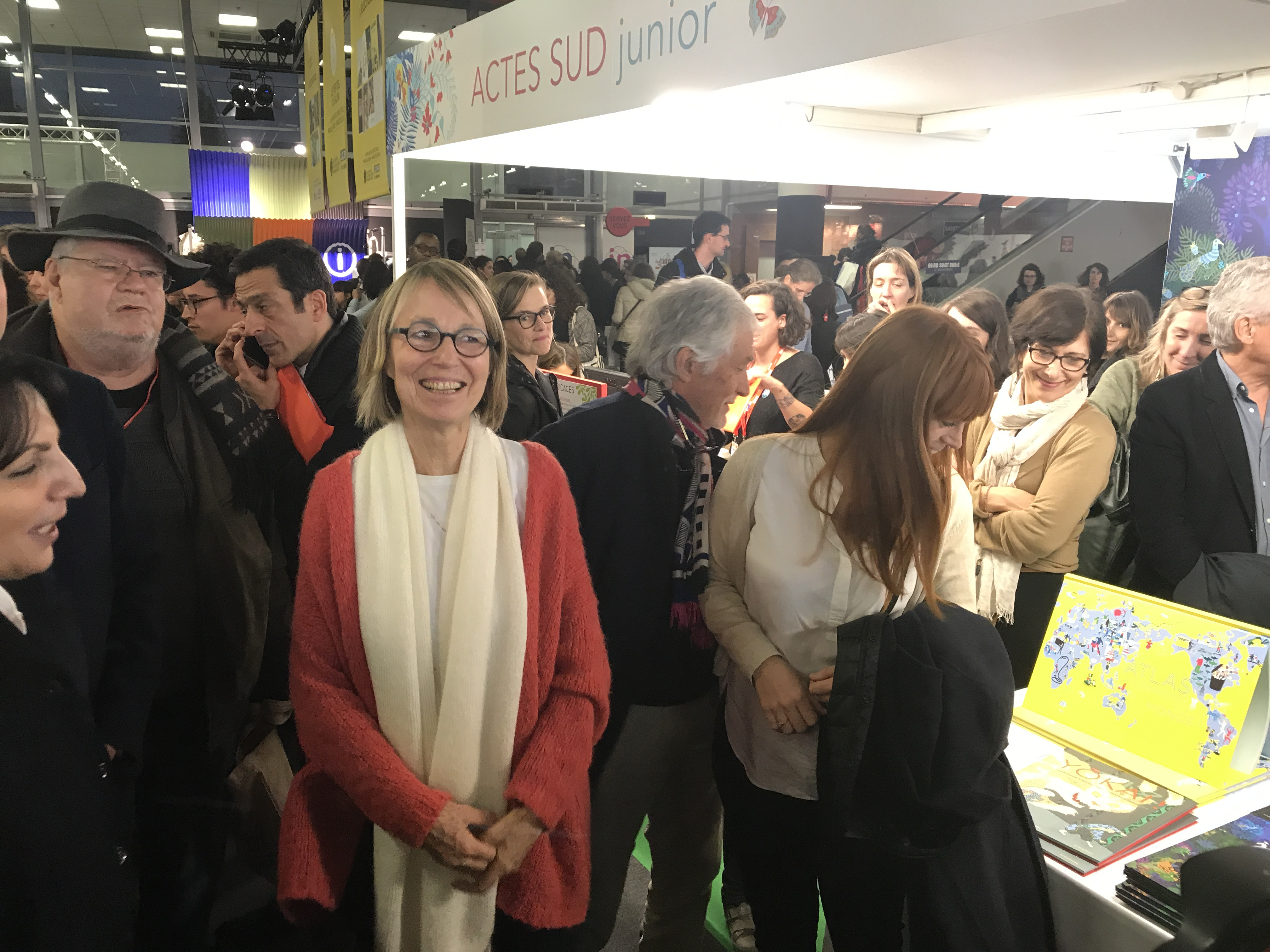
Visite de la Ministre de la Culture Françoise Nyssen lors de l'édition 2017

Le salon du livre jeunesse est créé à Montreuil en 1984, par la ville de Montreuil et le conseil général de la Seine-Saint-Denis.Le salon a été lors de sa création jumelé au festival de littérature créé par l'autrice Rolande Causse. En 1985, le salon accueille une cinquantaine d’éditeurs pour sa première édition. En 1997, il s’est ouvert à l’Europe et aux créateurs internationaux. Au départ sous la direction d'Henriette Zoughebi, elle passe la main en 2001 à Sylvie Vassallo. En 2010 le salon lance le Marché international et interprofessionnel de la création pour enfants.
Aujourd’hui[Quand ?], le Salon de livre et de la presse jeunesse accueille 450 éditeurs avec plus de 150 auteurs invités. Il est organisé par le Centre de promotion du livre de jeunesse de Seine-Saint-Denis avec le soutien du programme Culture de la commission européenne et des ministères chargés de la Culture et de l’Education nationale. Il est labellisé "Festival européen" par la commission européenne. En 30 ans, le salon est devenu la référence nationale et le premier du genre en Europe[réf. nécessaire].
Le salon du livre de Montreuil a connu une très nette évolution, puisqu'en 1985, seulement une cinquantaine d'éditeurs avaient pris part à la première édition. En 2023, 420 exposants ont participé à la trente-neuvième édition du salon. Une évolution significative de la grandeur de l'événement et de ses conséquences plus que positives pour la littérature jeunesse et le young-adult, placés en deuxième position derrière la littérature générale en 2014.

## Prix décernés
Différents prix littéraires sont décernés chaque année :
Ces prix littéraires sont choisis et décernés par des jurys d'enfants.

### Jusqu'en 2010
- Baobab de l'album
- Tam-tam roman 8 ans et plus
- Tam-Tam roman 11 ans et plus
- Tam-Tam album bande dessinée
- Tam-Tam album manga
- Prix de la presse des jeunes :
  - Catégorie Enfants
  - Catégorie Junior

### De 2011 à 2015
De 2011 à 2015, les Pépites du Salon, remises une semaine avant l’événement, récompensent huit créations :
- Album (inédit et de création francophone) (anciennement Prix Baobab)
- BD / Manga (à partir de 10 ans)
- Documentaire (création francophone, niveau collège)
- Roman européen pour adolescents
- Livre d’Art (création francophone)
- Création numérique (création francophone)
- Adaptation cinéma d’animation long métrage ou série
- Livre OVNI / coup de cœur de l'équipe du Salon (création francophone)

#### Lauréats
2011
- Pépite de l’album : Le roi des oiseaux de Gwendal Le Bec (Albin Michel jeunesse)
- Pépite du Premier Album : Mäko de Julien Béziat (Pastel)
- Pépite du documentaire : Enfants de tous les temps, de tous les mondes sous la direction de Jérôme Baschet (Gallimard Jeunesse / Giboulées)
- Pépite du roman ado européen : Une dernière chance de Seita Parkkola, trad. du finnois par Johanna Kuningas (Actes Sud junior)
- Pépite du livre d’art : Mon Petit Théâtre de Peau d’Âne de Marie Desplechin et Jean-Michel Othoniel (Courtes et longues)
- Pépite de la création numérique : Un Jeu de Hervé Tullet (Bayard Éditions, d'après l'ouvrage Un livre paru aux éditions Bayard jeunesse)
- Pépites de l’adaptation cinéma d’animation long métrage ou série :
  - Catégorie "courts et moyens métrages" : L'Homme en colère réalisé par Anita Killi, Trollfilm AS,(Cappelen Verlag)
  - Catégorie "séries télévisées" : Nini Patalo réalisé par Boris Guilloteau, écrit par Lisa Mandel et Laurent Sarfati, studios Je suis bien content, d'après l'œuvre de Lisa Mandel parue aux éditions Glénat
- Pépite du livre OVNI / coup de cœur de l’équipe du Salon : Le Haret québécois d’Anna Boulanger (Attila)

2012
- Pépite de l’album : Madame le Lapin Blanc de Gilles Bachelet (Seuil jeunesse)
- Pépite du documentaire : L’Art face à l’histoire de Nicolas Martin, Eloi Rousseau (Éditions Palette)
- Pépite du roman ado européen : Doglands de Tim Willocks, traduction Benjamin Legrand (Syros) et La Drôle de vie de Bibow Bradley de Axl Cendres (Éditions Sarbacane)
- Pépite du livre d’art : Mr. Hopper, mystère Hopper ouvrage collectif, illustrations de Aude Samama (Dada/éditions Arola)
- Pépite de la création numérique : Fourmi de Olivier Douzou et Opixido d’après l’album paru aux éditions du Rouergue
- Pépite de l’adaptation cinéma d’animation long métrage ou série : Le Jour des corneilles, réalisation Jean-Christophe Dessaint, scénario Amandine Taffin, production Finalement, Mélusine Production, Max Films, Walking The Dog, The Big Farm, distribution Gebeka Films, d'après le roman Le Jour des corneilles de Jean-François Beauchemin (Les Allusifs, 2004)
- Pépite du livre OVNI / coup de cœur de l’équipe du Salon : Dictionnaire fou du corps de Katy Couprie (Éditions Thierry Magnier)
- Pépite BD/manga : Choisis quelque chose mais dépêche-toi ! de Nadia Budde, traduction Vincent Haubtmann (L’Agrume)

2013
- La Pépite de l’album : L’Odyssée d’Outis de Jean Lecointre, (Thierry Magnier)
- Pépite du Livre OVNI : Romance de Blexbolex, (Albin Michel Jeunesse)
- La Pépite de la Bande dessinée/Manga : Lastman Balak, ill. Michaël Sanlaville, Bastien Vivès, (KSTR)
- La Pépite du Roman Ado Européen : La Double Vie de Cassiel Roadnight, par Jenny Valentine (traduit de l’anglais [Royaume-Uni] par Diane Ménard), (L’École des loisirs)
- La Pépite du Livre d’Art : L’Art de l’ailleurs d’Hélène Gaudy, (Éditions Palette…)
- La Pépite du Documentaire : Israël Palestine, une terre pour deux de Gérard Dhôtel et illustration Arno, (Actes Sud junior)
- La Pépite de la Création Numérique:  Anne Frank au pays du manga d’Alain Lewkowicz, Vincent Bourgeau, Samuel Pott et Marc Sainsauve, (Arte)
- La Pépite de l’Adaptation Cinématographique : Aya de Yopougon, réalisation Marguerite Abouet et Clément Oubrerie, scénario Marguerite Abouet, production Autochenille Production et Banjo Studio, distribution UGC Distribution. D’après la bande dessinée Aya de Yopougon vol. 1 et 2, Marguerite Abouet, ill. Clément Oubrerie, (Gallimard)

2014
- La Pépite de l’album : La Vie rêvée de Michel Galvin (Le Rouergue)
- Pépite du Roman européen : Le livre de Perle de Timothée de Fombelle (Gallimard jeunesse)
- La Pépite de la Bande dessinée/Manga – ex æquo : Hilda et le Chien noir de Luke Pearson (traduit de l’anglais par Basile Béguerie), (Casterman), et Pelote dans la fumée, vol. 1: L’Été / L’Automne de Miroslav Sekulic-Struja (traduit du croate par Aleksandar Grujicic), (Actes sud BD)
- Pépite du Documentaire : Chine, Scènes de la vie quotidienne de Nicolas Jolivot, (HongFei Cultures)
- Pépite du Livre d’art : Tous les Ponts sont dans la nature de Didier Cornille, (Hélium)
- Pépite Petite Enfance : La Boîte à images : Grrr ! Argh ! Areuh ! Miam ! d’Emmanuelle Houdart, (Thierry Magnier)
- Pépite de la Création numérique : Botanicula de Jaromír Plachỳ et Peter Stehlik, ( Amanita Design Studio)

2015,
- La Pépite de l’album : Paloma et le vaste monde de Véronique Ovaldé et Jeanne Detallante, (Actes Sud Junior)
- La Pépite de la bande dessinée / manga : Le Jardin de Minuit, d’Édith, d’après Philippa Pearce (Soleil)
- La Pépite du roman 9-12 ans : Histoires du chien qui avait une ombre d’enfant d’Hervé Walbecq, (L’Ecole des loisirs)
- La Pépite du roman ado européen 13 ans et plus : Stone Rider de David Hofmeyr (traduit de l’anglais par Alice Marchand), (Gallimard Jeunesse)
- La Pépite du livre d’art/documentaire – ex æquo : La Vie en design de Céline Delavaux et Stéphane Kiehl, (Actes Sud Junior) et Le Petit Musée de Picasso de Béatrice Fontanel (Gallimard Jeunesse)
- La Pépite du livre audio/histoires en musique : Mr Gershwin : les Gratte-ciels de la musique de Susie Morgenstern et Sébastien Mourrain (Didier Jeunesse)
- La Pépite de la création numérique : David Wiesner’s Spot de David Wiesner (Houghton Mifflin Harcourt, États-Unis)
- Pépite France Télévisions des lecteurs : OS court ! de Joëlle Jolivet et Jean-Luc Fromental, (Hélium)
- Mention « Librairies sorcières » de l’Association des Librairies Spécialisées Jeunesse (ALSJ) :
  - Les Sauvages de Mélanie Rutten, (MeMo)
  - La Grande Histoire du monde arabe de François Reynaert et Laura Fanelli, (Bulles de savon)
  - De cape et de mots de Flore Vesco, (Didier Jeunesse)
  - Aussi loin que possible d’Éric Pessan, (l’école des loisirs)

### Depuis 2016
Entre 2017 et 2018, il existe trois Pépites classées en 3 catégories : 
- Album (anciennement Prix Baobab)et Roman
- BD

- La pépite d'Or demeure la Pépite la plus importante. Celle-ci récompense un ouvrage, toutes catégories confondues.

Depuis 2019, la catégorie Roman est divisée en deux pépites : 
- Fiction Junior

- Fiction Ado.

Depuis 2019, nous retrouvons donc 4 catégories :
- Album ou livre illustré (anciennement Prix Baobab)
- Fiction Junior
- Fiction Ado
- BD
- et la Pépite d'or, qui « vient sacrer le meilleur titre de l’année »[16].

#### Lauréats
2016
- Pépite d’Or : Dans la forêt sombre et mystérieuse de Winshluss, (Gallimard BD)
- Pépites du Salon du Livre et de la presse Jeunesse en Seine-Saint-Denis :
  - Pépite des Petits :  Björn, six histoires d’ours de Delphine Perret, (Les Fourmis Rouges)
  - Pépite des Moyens : Georgia : tous mes rêves chantent de Timothée de Fombelle (texte), Benjamin Chaud (illustrations), Cécile de France (voix), Arnaud Thorette (direction artistique), Johan Farjot (direction musicale), Alain Chamfort, Émily Loizeau, Albin de la Simone et al. (musique), (Gallimard Jeunesse Musique, Contraste productions)
  - Pépite des grands : Totem de Nicolas Wouters et Mikaël Ross, (Sarbacane)
- Pépites des lecteurs France Télévisions :
  - Pépites des Petits : Le Facteur de l’espace de Guillaume Perreault, (La Pastèque)
  - Pépite des Moyens : Dans la forêt sombre et mystérieuse de Winshluss, (Gallimard BD)
  - Pépite des Grands : Sauveur & Fils t.1 de Marie-Aude Murail, (l’école des loisirs)

2017,

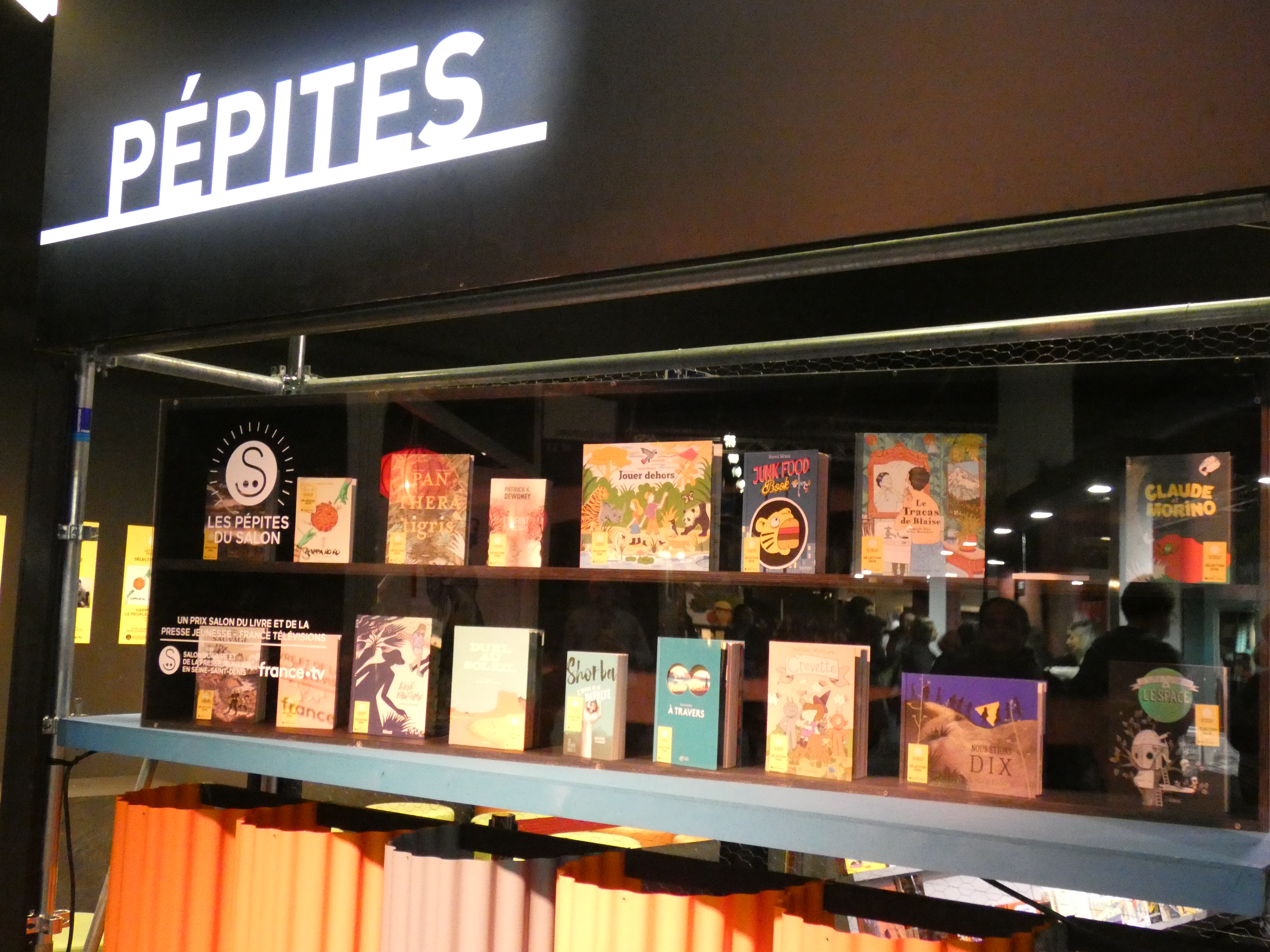
Les Pépites de Montreuil 2018

- Pépite d'Or : Nos vacances de Blexbolex (TrapèZe / Albin Michel)
- Pépite du livre illustré : Colorama de Cruschiform (Gallimard – Giboulées)
- Pépite Roman : Des poings dans le ventre de Benjamin Desmares (Le Rouergue)
- Pépite BD : Momo de Jonathan Garnier et Rony Hotin (Casterman)

2018
- Pépite d'Or : Le Tracas de Blaise de Raphaële Frier et Julien Martinière (L'Atelier du poisson soluble)
- Pépite du livre illustré : Duel au soleil de Manuel Marsol (L'Agrume)
- Pépite Roman : L'Enfant de poussière, texte de Patrick K. Dewdney, illustrations de Fanny Etienne-Artur (Au diable vauvert)
- Pépite BD : Un gentil orc sauvage de Théo Grosjean (Delcourt).

2019,
- Pépite d'Or : Sans foi ni loi, de Marion Brunet (PKJ)
- Pépite du livre illustré : Midi pile, de Rébecca Dautremer (Sarbacane)
- Pépite de la Fiction juniors : Akita et les grizzlys, de Caroline Solé, illustrations de Gaya Wisniewski (L’École des loisirs)
- Pépite de la Bande dessinée : Les Vermeilles, de Camille Jourdy (Actes Sud BD)
- Pépite de la Fiction ados : Le Dernier sur la plaine, de Nathalie Bernard (éditions Thierry Magnier)

2020
- Pépite d'Or : ABC de la nature, de Bernadette Gervais (Éditions des Grandes personnes)
- Pépite du livre illustré : Le Caramel du Jurassique, de Roxane Lumeret (Albin Michel Jeunesse)
- Pépite de la Fiction juniors : Carmin Volume 1, Le garçon au pied-sabot, de Amélie Sarn (Seuil Jeunesse)
- Pépite de la Bande dessinée : Ama : Le Souffle des femmes, scénario de Franck Manguin, dessins de Cécile Becq (Sarbacane)
- Pépite de la Fiction ados : J’ai vu Sisyphe heureux, de Katerina Apostolopoulou (Éditions Bruno Doucey)

2021
- Pépite d'Or : Queen Kong, de Hélène Vignal (Éditions Thierry Magnier)
- Pépite du livre illustré : Esprit, es-tu là ?, de Dominique Ehrhard et Anne-Florence Lemasson (Les Grandes Personnes)
- Pépite de la Fiction juniors : Les Filles montent pas si haut d’habitude, d’Alice Butaud et François Ravard (Gallimard Jeunesse)
- Pépite de la Bande dessinée : Nowhere Girl de Magali Le Huche (Dargaud)
- Pépite de la Fiction ados : Polly, de Fabrice Melquiot et Isabelle Pralong (La Joie de lire)

2022
- Pépite d'Or : Hekla et Laki, de Marine Schneider (Albin Michel Jeunesse)
- Pépite du livre illustré : Règlobus, de Pierre Alexis (La Partie)
- Pépite de la Fiction juniors : Maldoror – Tome 1 : Les Enfants de la Légende, de Philippe Lechermeier (Flammarion Jeunesse)
- Pépite de la Bande dessinée : Furieuse, scénario de Geoffroy Monde, dessins de Mathieu Burniat (Dargaud)
- Pépite de la Fiction ados : Grand Passage, de Stéphanie Leclerc (Syros)

2023,
- Pépite d'Or: Nous traverserons des orages, d'Anne-Laure Bondoux (Gallimard Jeunesse)
- Pépite du livre illustré: Des papillons dans la nuit, d'Olivier Ka et Christophe Alline (Les Grandes Personnes)
- Pépite de la Fiction juniors: Ottoline et le vétérinaire des monstres, de Yann Apperry et Laurent Gapaillard (PKJ)
- Pépite de la Bande dessinée: Sans panique, de Coline Hégron (Delcourt)
- Pépite de la Fiction ados: Oxcean, de Nicolas Michel (Talents Hauts)

2024
- Pépite d'or : Bianca et la forêt des parents égarés, de Marie Boisson (Misma édition)
- Pépite livre illustré : Des siècles et des siècles, de Christophe Honoré et Gwen Le Gac (Thierry Magnier édition)
- Pépite fiction juniors : Mori, de Marie Colot et Noémie Marsily (CotCotCot édition)
- Pépite bande dessinée : Hey Djo !, de Marzena Sowa et Geoffrey Delinte (Gallimard Bande Dessinée)
- Pépite fiction ados: La Danse sauvage d'Harmonie Stark, de Sigrid Baffert et Jean-Michel Payet (L'école des Loisirs)

## À l'étranger
En Europe, l'organisation de la chaîne du livre est très hétérogène en fonction des États membres. Certains pays considèrent que la littérature pour la jeunesse a sa place à côté de la littérature pour adultes, contrairement à d'autres qui préfèrent investir dans d'autres domaines qu'ils jugent plus importants.
En Suède, la littérature est considérée comme une matière culturelle dont il est primordial d'offrir l'accès à tous. En dépit des restrictions budgétaires, le ministère de la culture offre une aide financière aux auteurs, traducteurs et illustrateurs afin que beaucoup d'entre eux puissent vivre de leur plume. En 1996, une loi est votée  pour permettre à chaque commune d'avoir une bibliothèque. De plus, les lecteurs se voient accorder des prêts gratuitement.
L'Italie, quant à elle, a créé en 2003 une école destinée aux futurs libraires nommée l'Academia Drosselmeier.
En Grande-Bretagne, l'Etat préconise d'utiliser la littérature de jeunesse à l'école mais n'encourage pas la littérature plaisir.
En Allemagne, la culture demeure primordiale. Ainsi, la littérature est un domaine culturel qui attire toute l'attention de ce pays. Après la Seconde Guerre mondiale, de nombreuses  œuvres étrangères ont été traduites en allemand afin de permettre aux lecteurs de forger davantage leur culture.
En Belgique, l'Etat n'a pas de politique de soutien du livre. Ce rôle est rempli en fonction des communautés. En Wallonie, les auteurs de livres de jeunesse ne reçoivent pas d'aide, contrairement au secteur pour adultes. La lecture à l'école n'est pas un sujet estimé important et les professeurs ne sont pas formés pour cela. La Flandre, au contraire, est très active dans le domaine de la promotion de la lecture.

## Chiffres clés[30]
Le Salon du livre de Montreuil est le plus grand événement littéraire français.
Il se déroule en moyenne sur une période de six jours (généralement du mercredi au lundi).
En termes de chiffres, ce sont près de 162 000 visiteurs par an, 30 000 enfants inscrits et encadrés, 280 artistes européens invités, 2 000 auteurs et illustrateurs et 27 000 professionnels et étudiants, qui foulent l'entrée du SLPJ.
Ce qui fait plus de 400 exposants qui sont présents chaque année pour faire vivre cette presque semaine dédiée à la littérature jeunesse et young-adult.

### Documentation
- Nicole Zand, « La plus grande librairie pour la jeunesse Le succès du Salon de Montreuil, qui a célébré Tomi Ungerer, ne cesse de grandir », Le Monde,‎ 7 décembre 1990 (lire en ligne).